# Fuderheuberg
Der Fuderheuberg befindet sich nördlich von Bad Reichenhall und gehört zum Gebirgsstock des Staufen. 
Er wird auch als Vorderstaufen bezeichnet. Das Gipfelkreuz steht auf dem Fuderheustein (in manchen Karten auch als Fuderheustern bezeichnet), einem 1321 m hohen Felsaufbau. Der höchste Punkt mit 1350 m liegt Richtung Hochstaufen und ist wegen der Bewaldung für ein Gipfelkreuz schlecht geeignet. Von der durchgehenden Bewaldung und der Hügelform hat der Fuderheuberg auch seinen Namen: Er sieht aus wie ein Fuder Heu (Wagenladung Heu).
Markierte Wege führen von Piding (Staufenbrücke bzw. Mauthausen/Schloss Staufeneck) und Bad Reichenhall (Padinger Alm) zum Gipfel. Über die Steinernen Jäger ist ein Übergang zum Hochstaufen möglich. Im Norden befindet sich etwa 200 Höhenmeter unter dem Gipfel die unbewirtschaftete Pidinger Hütte.